# Royal Cappellen FC
Royal Cappellen Football Club – belgijski klub piłkarski, grający w czwartej lidze belgijskiej, mający siedzibę w mieście Kapellen.

## Historia
Klub został założony w 1906 roku. W swojej historii klub spędził 12 sezonów w drugiej lidze belgijskiej i grał w niej w latach 1933–1939, 1946–1947 i 1995–2000. W trzeciej lidze spędził 35 sezonów.

## Stadion
Domowe mecze klub rozgrywa na stadionie o nazwie Stadion Jos Van Wellen, położonym w mieście Kapellen. Stadion może pomieścić 3500 widzów.

## Sukcesy
- III liga:
  - mistrzostwo (4): 1933, 1946, 1995, 2015

## Reprezentanci kraju grający w klubie
Stan na listopad 2021
| - Jurgen Cavens - Paul De Mesmaeker - Didier Dheedene - Francis Severeyns - Stéphane Van der Heyden - Gordan Vidović - Bavon Tshibuabua - Stanley Aborah - Oscar Amoabeng - Michel van de Korput | - Predrag Ristović - Habib Sissoko - Mobi Oparaku - Tudorel Cristea - Salif Keïta - Mohamed Sillah - Dennis Baino - Friso Mando - Ngoy N’Sumbu - Cephas Chimedza |